# Luzula kobayasii
Luzula kobayasii är en tågväxtart som beskrevs av Yoshisuke Satake. Luzula kobayasii ingår i Frylesläktet som ingår i familjen tågväxter. Inga underarter finns listade i Catalogue of Life.